# Савитри Деви
Савитри Деви Мукерджи (Savitri Devi Mukherji; 30 септември 1905 – 22 октомври 1982) е псевдоним на гръко-френската писателка Максимиани Жулиа Порта (на френски: Maximiani Julia Portas или Maximine Portaz) – застъпничка за правата на животните, дълбоката екология и нацизма, шпионирала силите на Съюзниците в Индия в услуга на страните от Оста по време на Втората световна война.